# Fürweiler
Fürweiler (en sarrois Ferrweiler) est un quartier de la commune de Rehlingen-Siersburg, en Sarre.

## Géographie
Fürweiler est situé sur la frontière franco-allemande, face à Schwerdorff.

## Histoire
Anciennement Furweiller et Forweiller puis Furweiler en 1802.
Ce village est une ancienne commune de Moselle, est réuni à Schwerdorff par décret du 19 octobre 1811, puis séparé de cette commune car donné à la Prusse en 1815. 
Ancienne localité indépendante, devint un quartier de Rehlingen-Siersburg dans les années 1970.